# Timm Klose
Timm Klose (Frankfurt del Main, el 9 de maig de 1988) és un futbolista suís d'origen alemany que juga com a defensa central amb el VfL Wolfsburg de la Bundesliga.